# Walter Bénéteau
Pour les articles homonymes, voir Bénéteau.
Walter Bénéteau, né le 28 juillet 1972 aux Essarts (Vendée) et mort le 11 décembre 2022 à Bali (Indonésie), est un coureur cycliste français.

## Carrière
Walter Bénéteau devient professionnel en 2000. Il est vice-champion de France sur route en 2001. N'ayant pas trouvé d'équipe fin 2006, il annonce la fin de sa carrière le 4 janvier 2007. Il remporte quatre victoires, toutes acquises en France, au cours de son passage chez les professionnels.

## Palmarès, résultats et classements mondiaux

### Palmarès amateur
- 1990
  - 2e de la Flèche Plédranaise
- 1993
  - Route Poitevine
  - 3e des Boucles de la Loire
- 1994
  - Champion des Pays de la Loire
  - 4e étape du Circuit des plages vendéennes
  - 3e étape du Tour Nivernais Morvan
  - 2e du Circuit des plages vendéennes
  - 2e du Tour de Guadeloupe
  - 3e des Trois Jours des Mauges
- 1995
  - Paris-Épernay
  - 2e du championnat des Pays de la Loire
- 1996
  - Tour de Guadeloupe :
    - Classement général
    - 1re étape

  - 2e du Grand Prix de Cours-la-Ville
  - 3e du Tro Bro Leon
  - 3e du Grand Prix de la Tomate
- 1997
  - Tour du Finistère
  - 3e étape du Tour de la Porte Océane
  - Trio normand (avec Grégory Barbier et Christian Blanchard)
  - 2e des Boucles de la Loire
  - 2e du Tour de la Porte Océane
  - 3e de Jard-Les Herbiers
- 1998
  - Ronde du Sidobre
  - Tour du Tarn-et-Garonne
  - 1re étape du Tour Nivernais Morvan
  - Paris-Laon
  - 2e du Grand Prix de Vougy
- 1999
  - Circuit de la Vallée de la Loire
  - 3e étape du Tour de Franche-Comté
  - Jard-Les Herbiers

### Palmarès professionnel
| - 2000 - Boucles de l'Aulne - 3e du Grand Prix de Plouay - 3e du Trophée des grimpeurs - 2001 - 2e du championnat de France sur route - 2002 - 2e du Tro Bro Leon - 2e du Tour de Vendée | - 2003 - Boucles de l'Aulne - 3e de la Polynormande - 2006 - 2e des Boucles de l'Aulne |  |

### Résultats sur les grands tours

#### Tour de France
7 participations :
- 2000 : 71e
- 2001 : 42e
- 2002 : 117e
- 2003 : 59e
- 2004 : 102e
- 2005 : 68e
- 2006 : 111e

#### Tour d'Espagne
1 participation :
- 2006 : 101e.

#### Tour d'Italie
1 participation :
- 2005 : 105e.

### Classements mondiaux
Walter Bénéteau a été classé au mieux 198e en fin d'année au classement UCI en 2003.
| Année              | 2000 | 2001 | 2002 | 2003 | 2004 | 2005 | 2006 |
| ------------------ | ---- | ---- | ---- | ---- | ---- | ---- | ---- |
| Classement UCI     | 259e | 384e | 387e | 198e | 600e |      |      |
| Classement ProTour |      |      |      |      |      | nc   | nc   |